# Koniugacja bakterii

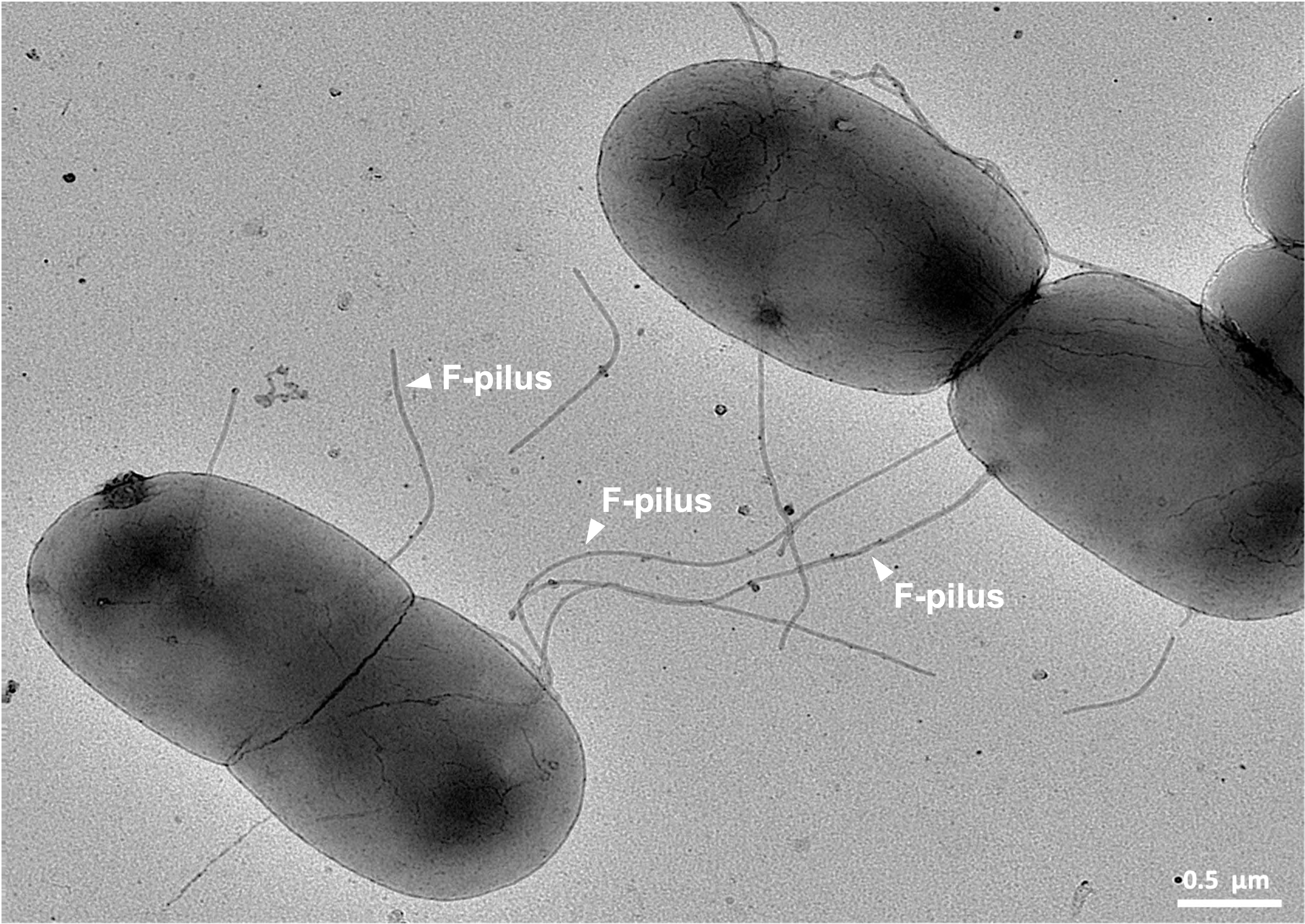
Mikrogram przedstawiający Escherichia coli podczas bakteryjnej koniugacji za pomocą F-pilusów. Te długie i wytrzymałe pozakomórkowe wyrostki stanowią fizyczny łącznik między dwoma komórkami, przez który zachodzi transfer DNA. Zaadaptowane z

Koniugacja – proces poziomego transferu genów u niektórych bakterii polegający na bezpośrednim przekazywaniu DNA z jednej komórki do drugiej, kiedy wchodzą one ze sobą w kontakt za pośrednictwem pilusów, czyli cienkich mostków cytoplazmatycznych. Po wymianie materiału genetycznego organizmy rozłączają się i dzielą. Koniugacja najbardziej przypomina proces płciowy występujący u Eukaryota. Została opisana po raz pierwszy w 1946 roku przez amerykańskiego genetyka Joshua Lederberga. Dalsze badania nad koniugacją doprowadziły do zebrania znacznej ilości danych na jej temat.

## Mechanizm

Schemat przedstawiający koniugację bakterii

Diagram przedstawiający kroki koniugacji
1. Komórka dawcy wytwarza pilus.
2. Pilus przyczepia się do komórki biorcy i łączy obie komórki.
3. Koniugacyjny plazmid jest nacinany, a następnie pojedyncza nić DNA jest przenoszona do komórki biorcy.
4. Obie komórki syntetyzują komplementarną nić, aby wytworzyć dwuniciowy kolisty plazmid i potem generować nowe pilusy. Obie komórki mogą być od teraz dawcami.

## Typy płciowe bakterii
Szczep bakterii, zawierający plazmid kodujący białko, odpowiedzialne za wytwarzanie struktur komórkowych zwanych pilusami, posiada typ płciowy F+. W przeciwieństwie do niego szczep F− nie posiada takiego plazmidu. Gdy dochodzi do spotkania dwóch bakterii o odmiennych typach płciowych, pilusy wytworzone przez bakterię typu F+, przenikają przez cienką ścianę komórkową bakterii F− i następuje wymiana materiału genetycznego (DNA). Dodatkowo koniugacja może zachodzić między typem Hfr i F−. Ze względu na różnice w budowie plazmidów uznano bakterie F+ i Hfr za męskie a F− za żeńskie.

## Przebieg koniugacji
Koniugacja to proces wieloetapowy. Zaczyna się od kontaktu czubka pilusa z odpowiednim receptorem na powierzchni komórki innej bakterii. Następnie zostaje on unieruchomiony i ulega retrakcji a następnie degradacji, doprowadzając do bezpośredniego kontaktu osłon komórkowych. Umożliwia to lokalne ścisłe zespolenie błon. Pary komórek, które połączyły się w ten sposób są wystarczająco stabilne i gotowe do przekazania DNA.
Transfer genów rozpoczyna się od jednoniciowego nacięcia w odpowiednim miejscu plazmidu przez dane białko. Następnie nacięta nić jest przepychana do komórki biorcy. Po przekazaniu plazmidu jego liniowa forma ulega cyrkularyzacji. W czasie przekazywania materiału genetycznego następuje już synteza nowych genów z materiałem genetycznym naturalnie występującym u danej bakterii. Synteza nici komplementarnych w komórce dawcy przebiega w sposób ciągły a w komórce biorcy poprzez fragmenty Okazaki.
W czasie koniugacji z komórką Hfr, do biorcy przekazany zostaje zwykle fragment chromosomu, poczynając od miejsca integracji plazmidu F. Dzięki temu powstają niepełne zygoty, nazywane merezygotami. Chromosom Hfr przekazywany jest do komórki F− zwykle ze stałą prędkością a na przekazanie całości potrzeba od 100 do 110 minut. Efektem tej koniugacji jest uzyskanie rekombinatów.

## Znaczenie koniugacji
Biologiczna rola koniugacji polega prawdopodobnie na przenoszeniu plazmidów między różnymi komórkami danej populacji. Na plazmidach znajdują się często cechy selekcyjne (np. oporność na dany antybiotyk), toteż proces ten ma olbrzymie znaczenie. Prawdopodobnie dzięki koniugacji powstały w krótkim czasie lekooporne bakterie, takie jak Shigella oporna na różne antybiotyki lub gronkowiec złocisty (Staphylococcus aureus) oporny na penicylinę.
Koniugację opisano w tej chwili u wielu gatunków bakterii, w tym u sinic. U większości połączenie komórek nie jest zbyt silne, w związku z czym nie może trwać długo. Dlatego w celu otrzymania rekombinatów bakterie hoduje się na odpowiednich pożywkach.
Komórki Hfr występują w przyrodzie niezwykle rzadko, toteż prawdopodobnie nie odgrywają one zbyt dużej roli w procesie przekazywania materiału genetycznego między bakteriami.